# إليزابيث أوستبيرغ
إليزابيث أوستبيرغ (بالسويدية: Elisabeth Östberg)‏ (ولدت في 29 أغسطس 1940) هي عداءة سويدية متقاعدة. فازت باللقب الوطنية في سباق 400 متر (1959 ، 1961 و 1964-65) ، 800 متر (1961) و 4 × 400 متر (11 مرة) وحملت الرقم القياسي الوطني أكثر من 800 متر. كانت أوستبرغ جزءًا من فريق التتابع السويدي 4 × 400 متر الذي احتل المركز السادس في بطولة أوروبا عام 1969 . بعد تقاعدها من المنافسات، عملت كمدربة في السويد وخارجها.  